# Mussjön, Dalarna
Mussjön är en sjö i Gagnefs kommun i Dalarna och ingår i Dalälvens huvudavrinningsområde. Sjön har en area på 0,107 kvadratkilometer och ligger 202,1 meter över havet.

## Delavrinningsområde
Mussjön ingår i det delavrinningsområde (670911-144693) som SMHI kallar för Nedlagd mätstation. Medelhöjden är 213 meter över havet och ytan är 23,63 kvadratkilometer. Räknas de 795 avrinningsområdena uppströms in blir den ackumulerade arean 8 404,16 kvadratkilometer. Västerdalälven som avvattnar avrinningsområdet har biflödesordning 2, vilket innebär att vattnet flödar genom totalt 2 vattendrag innan det når havet efter 258 kilometer. Avrinningsområdet består mestadels av skog (49 procent) och sankmarker (25 procent). Avrinningsområdet har 0,8 kvadratkilometer vattenytor vilket ger det en sjöprocent på 3,4 procent. Bebyggelsen i området täcker en yta av 0,76 kvadratkilometer eller 3 procent av avrinningsområdet.